# Belgun Peak
Der Belgun Peak (englisch; bulgarisch връх Белгун wrach Belgun) ist ein 1205 m hoher und vereister Berg im Grahamland auf der Antarktischen Halbinsel. Am nordöstlichen Ausläufer der Trakiya Heights auf der Trinity-Halbinsel ragt er an der Ostseite des Zlidol Gate, 0,89 km nordwestlich des Antonov Peak, 4,6 km nordöstlich des Skoparnik Bluff, 1,49 km ostnordöstlich des Lepitsa Peak, 3,56 km östlich des Mount Schuyler, 3,41 km südöstlich des Sirius Knoll und 5,2 km westsüdwestlich des Mount Canicula auf. Seine markanten Westhänge sind teilweise unvereist. Das Kopfende des Russell-West-Gletschers liegt nördlich und der obere Abschnitt des Victory-Gletschers südlich von ihm.
Deutsche und britische Wissenschaftler nahmen 1996 seine Kartierung vor. Die bulgarische Kommission für Antarktische Geographische Namen benannte ihn 2010 nach der Ortschaft Belgun im Nordosten Bulgariens.